# Caccobius upembanus
Caccobius upembanus là một loài bọ cánh cứng trong họ Bọ hung (Scarabaeidae).